# Ngargogondo
Ngargogondo is een bestuurslaag in het regentschap Magelang van de provincie Midden-Java, Indonesië. Ngargogondo telt 1624 inwoners (volkstelling 2010).